# Wybory prezydenckie na Ukrainie w 1991 roku
Wybory prezydenckie na Ukrainie w 1991 roku – pierwsze wybory Prezydenta Ukrainy po odzyskaniu niepodległości przez Ukrainę odbyły się 1 grudnia 1991, wraz z ogólnoukraińskim referendum na temat ogłoszenia niepodległości Ukrainy.
Prezydentem został Łeonid Krawczuk  który zwyciężył w pierwszej turze wyborów w większości obwodów Ukrainy, z wyjątkiem trzech obwodów Galicji, gdzie zwyciężył Wjaczesław Czornowił.

## Wyniki wyborów
| Kandydat             | Liczba głosów | %     |
| -------------------- | ------------- | ----- |
| Łeonid Krawczuk      | 19 643 481    | 61,59 |
| Wjaczesław Czornowił | 7 420 727     | 23,27 |
| Łewko Łukjanenko     | 1 432 556     | 4,49  |
| Wołodymyr Hryniow    | 1 329 758     | 4,17  |
| Ihor Juchnowski      | 554 719       | 1,74  |
| Leopold Taburianśkyj | 182 713       | 0,57  |